# Prendiparte Pico di Paolo

Stemma della casata dei Pico della Mirandola (1311-1432)

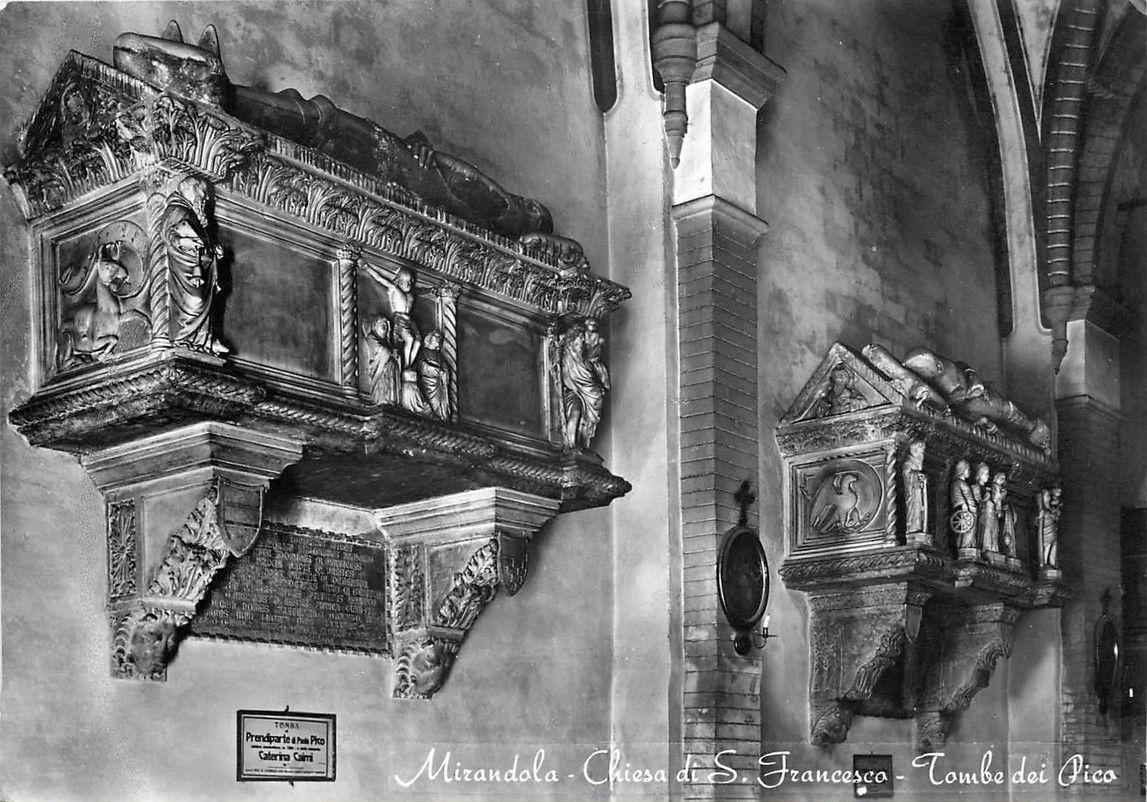
Chiesa di San Francesco a Mirandola, pantheon dei Pico negli anni 1950. A sinistra la tomba di Prendiparte, capolavoro di Paolo di Jacobello dalle Masegne (XIV-XV secolo)

Prendiparte Pico (... – 20 giugno 1394) è stato un condottiero e politico italiano.

## Biografia
Era figlio di Paolo Pico (?-febbraio 1354) e di Isabella Malaspina (?-15 agosto 1376), figlia del marchese Azzolino. Nel 1354, dopo l'uccisione del padre durante un tumulto popolare a Verona (città in cui era stato  nominato podestà o pretore da Fregnano della Scala), divenne Signore della Mirandola congiuntamente ai fratelli Francesco, Spinetta e Tommasino; nello stesso anno l'imperatore Carlo IV di Lussemburgo rinnovò loro l'investitura della corte di Quarantola. Allo scoppio della guerra fra la lega guelfa degli Estensi e i Visconti, la Mirandola fu assediata nel 1355 e occupata dai milanesi, costringendo i Pico all'alleanza. A seconda delle vicende, i Pico parteggiarono ora per i guelfi ora per i ghibellini, fino al 1374 quando confermarono l'alleanza con i Visconti, che li contraccambiarono con onori e terre nel veronese. Il doge Andrea Dandolo ascrisse i Pico nella nobiltà veneziana, mentre il vescovo di Reggio concesse loro l'investitura di San Martino Spino.
Nel 1390 si riunì all'interno della chiesa di San Francesco un concilio di 13 giudici che risolse la disputa sorta sul dominio della Mirandola sorto tra i quattro fratelli Spinetta, Francesco II, Prendiparte e Tommasino (figli di Paolo Pico) contro i cugini Giovanni e Prendiparte (figli di Niccolò Pico).
Ricoprì anche la carica di podestà di alcune importanti città: Pavia nel 1387 e nel 1389, Milano nel 1390 e Brescia nel 1394. Fu al soldo di Gian Galeazzo Visconti nelle imprese contro Bologna e Firenze: nel 1390 fu fatto prigioniero dei bolognesi comandati da Alberico da Barbiano a San Giovanni in Persiceto. Fu liberato dal Senato bolognese dopo due anni, il 28 febbraio 1392, a seguito della pace di papa Bonifacio IX: in tale occasione festosa fu protagonista di un torneo insieme al capitano Corra Prosperi, che riuscirono a vincere contro un gruppo di cavalieri tedeschi in maniera così splenfida che a Prendiparte fu regalato un bellissimo cappello decorato con perle finissime.
Morì nel 1394 e venne sepolto nella Chiesa di San Francesco a Mirandola, inizialmente nella cripta e poi nella tomba commissionata dalla moglie Caterina all'intagliatore veneziano Paolo dalle Masegne, figlio del celebre Jacobello.

## Tomba

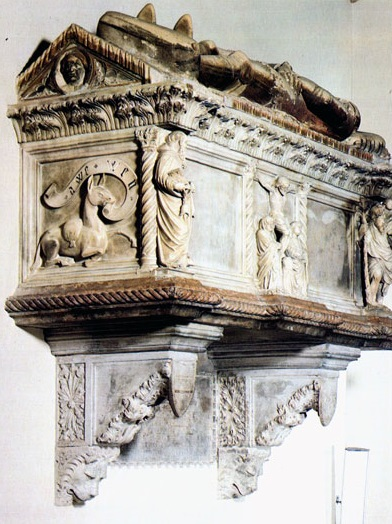
Arca di Prendiparte Pico

La tomba di Prendiparte Pico fu commissionata dalla moglie Caterina Caimi: quest'ultima, dopo aver visto la bellezza della tomba del cognato Spinetta, non volle essere da meno e commissionò un'opera ancora più bella al prestigioso intagliatore veneziano Paolo dalle Masegne, figlio del celebre Jacobello: la tomba riporta infatti l'iscrizione in lingua volgare 
 Nella parte sottostante vi è la lapide con l'iscrizione latina:
Il monumento costituisce uno dei maggiori capolavori del gotico veneziano in Emilia: l'urna è scolpita in un unico blocco di marmo con al centro la scena della Crocifissione, affiancata dalle figure molto espressive di Maria, San Giovanni e la Maddalena che urla di dolore; ai lati della tomba una mula piegata dal peso di un sacco (che rappresenta il dolore insopportabile della vedova) e di un cane (simbolo di fedeltà) insieme con iscrizioni di lingua inglese antica "AWO WEAR" (how wear) e "HAIS NOT SOT" (have not soot), a testimonianza del legame tra Prendiparte e Giovanni Acuto (John Hawkwood). Il coperchio in gesso è scolpito a grandezza naturale a immagine del defunto giacente sul letto di morte con l'armatura da battaglia, similmente alla tomba di Giacomo Cavalli scolpita dallo stesso artista nella Basilica dei Santi Giovanni e Paolo a Venezia. Ancora visibili tracce dorate e di colore, tipiche delle tombe dei Delle Masegne.

## Discendenza
Prendiparte sposò Caterina Caimi, figlia del cavaliere milanese Protasio Caimi, appartenente ad una delle grandi famiglie estinte di Milano e sepolto nella Basilica di Sant'Eustorgio nel sarcofago scolpito da Bonino da Campione. La coppia non ebbe eredi.

## Ascendenza
|                           |   |                      | Genitori |  |  | Nonni |  |  | Bisnonni         |  |  | Trisnonni       |  |
|                           |   |                      |          |  |  |       |  |  | Francesco I Pico |  |  | Bartolomeo Pico |  |
|                           |   |                      |          |  |  |       |  |  | Francesco I Pico |  |  | Bartolomeo Pico |  |
|                           |   | Aledisia Pallavicino |          |  |  |       |  |  | Francesco I Pico |  |  |                 |  |
| Prendiparte Pico          |   |                      |          |  |  |       |  |  | Francesco I Pico |  |  |                 |  |
|                           |   | Beatrice Tommasino   | …        |  |  |       |  |  |                  |  |  |                 |  |
|                           |   | Beatrice Tommasino   | …        |  |  |       |  |  |                  |  |  |                 |  |
|                           |   | Beatrice Tommasino   | …        |  |  |       |  |  |                  |  |  |                 |  |
| Paolo Pico                |   | Beatrice Tommasino   |          |  |  |       |  |  |                  |  |  |                 |  |
|                           |   | …                    | …        |  |  |       |  |  |                  |  |  |                 |  |
|                           |   | …                    | …        |  |  |       |  |  |                  |  |  |                 |  |
|                           |   | …                    | …        |  |  |       |  |  |                  |  |  |                 |  |
| …                         |   | …                    |          |  |  |       |  |  |                  |  |  |                 |  |
|                           |   | …                    | …        |  |  |       |  |  |                  |  |  |                 |  |
|                           |   | …                    | …        |  |  |       |  |  |                  |  |  |                 |  |
|                           |   | …                    | …        |  |  |       |  |  |                  |  |  |                 |  |
| Prendiparte Pico di Paolo |   | …                    |          |  |  |       |  |  |                  |  |  |                 |  |
|                           | … | …                    |          |  |  |       |  |  |                  |  |  |                 |  |
|                           | … | …                    |          |  |  |       |  |  |                  |  |  |                 |  |
|                           | … | …                    |          |  |  |       |  |  |                  |  |  |                 |  |
| Azzolino Malaspina        | … |                      |          |  |  |       |  |  |                  |  |  |                 |  |
|                           |   | …                    | …        |  |  |       |  |  |                  |  |  |                 |  |
|                           |   | …                    | …        |  |  |       |  |  |                  |  |  |                 |  |
|                           |   | …                    | …        |  |  |       |  |  |                  |  |  |                 |  |
| Isabella Malaspina        |   | …                    |          |  |  |       |  |  |                  |  |  |                 |  |
|                           |   | …                    | …        |  |  |       |  |  |                  |  |  |                 |  |
|                           |   | …                    | …        |  |  |       |  |  |                  |  |  |                 |  |
|                           |   | …                    | …        |  |  |       |  |  |                  |  |  |                 |  |
| …                         |   | …                    |          |  |  |       |  |  |                  |  |  |                 |  |
|                           |   | …                    | …        |  |  |       |  |  |                  |  |  |                 |  |
|                           |   | …                    | …        |  |  |       |  |  |                  |  |  |                 |  |
|                           |   | …                    | …        |  |  |       |  |  |                  |  |  |                 |  |
|                           |   | …                    |          |  |  |       |  |  |                  |  |  |                 |  |